# 보쇼프!위어
보쇼프!위어는 남아프리카 공화국과 레소토의 사어이다. 최초의 기록은 1930년대 킴벌리와 발강 사이에 위치한 보쇼프 마을에서 녹음된 녹음본이다. 이후 보쇼프!위어로 사람을 뜻하는 '!크위'에서 유래한 !크위어로 불렸다. 세로아어와 밀접한 관련이 있다.

## 같이 보기
- 보쇼프
- 세로아어